# Puigvent
Puigvent és un paratge del terme municipal d'Abella de la Conca, al Pallars Jussà, en territori de la Torre d'Eroles.
Situat al nord-est de la vila d'Abella de la Conca, a la vall alta del riu d'Abella, s'allargassa en un serrat que davalla de nord-est a sud-oest, des de l'Era Vella fins a Casa Bernardí. És a ponent i damunt de l'antic poble de la Torre d'Eroles.
Als seus peus, a llevant, s'estén el Solà de la Torre.

## Etimologia
Es tracta d'un topònim romànic modern, de caràcter descriptiu: Puigvent és un territori, a l'entorn d'un serrat, on el vent hi és freqüent.